# Rudolf Donhardt
Rudolf Donhardt (24 gennaio 1893 – 26 aprile 1923) è stato un calciatore austriaco.

## Carriera

### Giocatore
L'8 giugno 1908 migliorò il record di Samuel Johnston come più giovane giocatore in una nazionale UEFA all'età di 15 anni 4 mesi e 15 giorni successivamente battuto da Antun Rudinski il 2 novembre 1952.

## Statistiche

### Cronologia presenze e reti in nazionale
| Cronologia completa delle presenze e delle reti in nazionale ― Austria | Cronologia completa delle presenze e delle reti in nazionale ― Austria | Cronologia completa delle presenze e delle reti in nazionale ― Austria | Cronologia completa delle presenze e delle reti in nazionale ― Austria | Cronologia completa delle presenze e delle reti in nazionale ― Austria | Cronologia completa delle presenze e delle reti in nazionale ― Austria | Cronologia completa delle presenze e delle reti in nazionale ― Austria | Cronologia completa delle presenze e delle reti in nazionale ― Austria |
| Data                                                                   | Città                                                                  | In casa                                                                | Risultato                                                              | Ospiti                                                                 | Competizione                                                           | Reti                                                                   | Note                                                                   |
| ---------------------------------------------------------------------- | ---------------------------------------------------------------------- | ---------------------------------------------------------------------- | ---------------------------------------------------------------------- | ---------------------------------------------------------------------- | ---------------------------------------------------------------------- | ---------------------------------------------------------------------- | ---------------------------------------------------------------------- |
| 8-6-1908                                                               | Vienna                                                                 | Austria                                                                | 1 – 11                                                                 | Inghilterra                                                            | Amichevole                                                             | -11                                                                    |                                                                        |
| Totale                                                                 |                                                                        | Presenze                                                               | 1                                                                      |                                                                        | Reti                                                                   | -11                                                                    |                                                                        |